# Polistes carolina
Polistes carolina är en getingart som först beskrevs av Carl von Linné 1767.  Polistes carolina ingår i släktet pappersgetingar, och familjen getingar. Inga underarter finns listade i Catalogue of Life.

## Bildgalleri

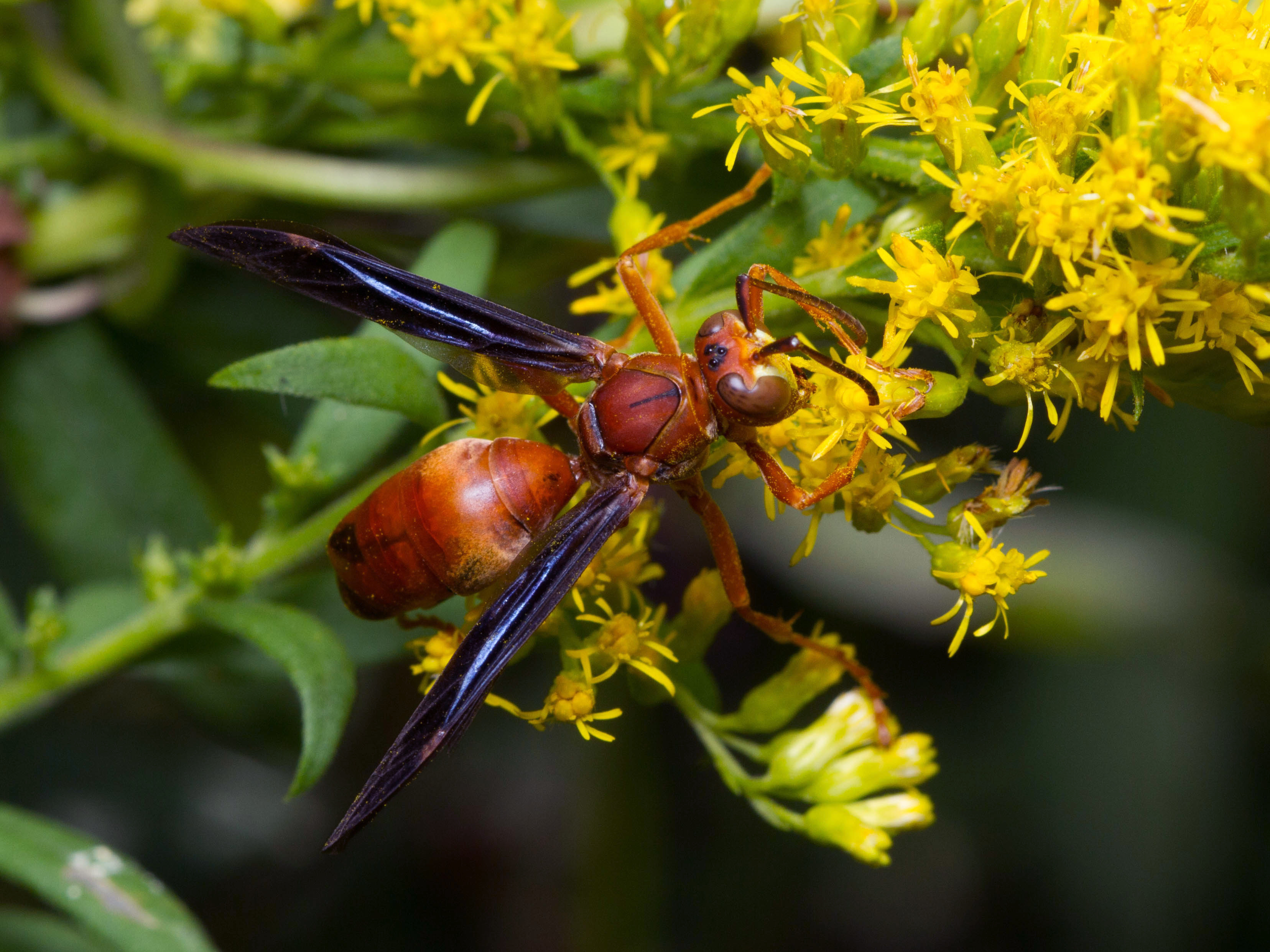